# Stierslangen
Stierslangen (Pituophis) zijn een geslacht van slangen uit de familie toornslangachtigen (Colubridae) en de onderfamilie Colubrinae.

## Naam en indeling
De wetenschappelijke naam van de groep werd voor het eerst voorgesteld door John Edwards Holbrook in 1842.
Er zijn zeven soorten, vier hiervan zijn verdeeld in verschillende ondersoorten, en er zijn veertien ondersoorten in totaal.

### Soorten
Het geslacht omvat de volgende soorten, met de auteur en het verspreidingsgebied.
| Naam                                            | Auteur           | Verspreidingsgebied              |
| ----------------------------------------------- | ---------------- | -------------------------------- |
| Stierslang (Pituophis catenifer)                | Blainville, 1835 | Canada, Verenigde Staten, Mexico |
| Pituophis deppei                                | Duméril, 1853    | Mexico                           |
| Pituophis insulanus                             | Klauber, 1946    | Mexico                           |
| Pituophis lineaticollis                         | Cope, 1861       | Mexico, Guatemala                |
| Amerikaanse stierslang (Pituophis melanoleucus) | Daudin, 1803     | Verenigde Staten                 |
| Pituophis ruthveni                              | Stull, 1929      | Verenigde Staten                 |
| Pituophis vertebralis                           | Blainville, 1835 | Mexico                           |

## Uiterlijke kenmerken
De lichaamslengte loopt uiteen van ongeveer een tot twee meter. Van de soort Amerikaanse stierslang (Pituophis melanoleucus) is weleens een exemplaar van 2,58 meter aangetroffen.
Stierslangen hebben een overwegend lichtbruine kleur met donkere, veelal ronde vlekken. De lichaamskleur is variabel; ook helder gele dieren met bruine vlekken komen voor evenals individuen met een witte basiskleur en roodbruine vlekken. Vaak zijn de vlekken aan de kopzijde donkerder dan aan de staartzijde. De vlekken in de nek en op de kop zijn langwerpiger van vorm. Een ondersoort van de Amerikaanse stierslang, Pituophis melanoleucus lodingi is melanisch en is altijd zeer donkerbruin tot zwart van kleur zonder vlekken.

## Voedsel

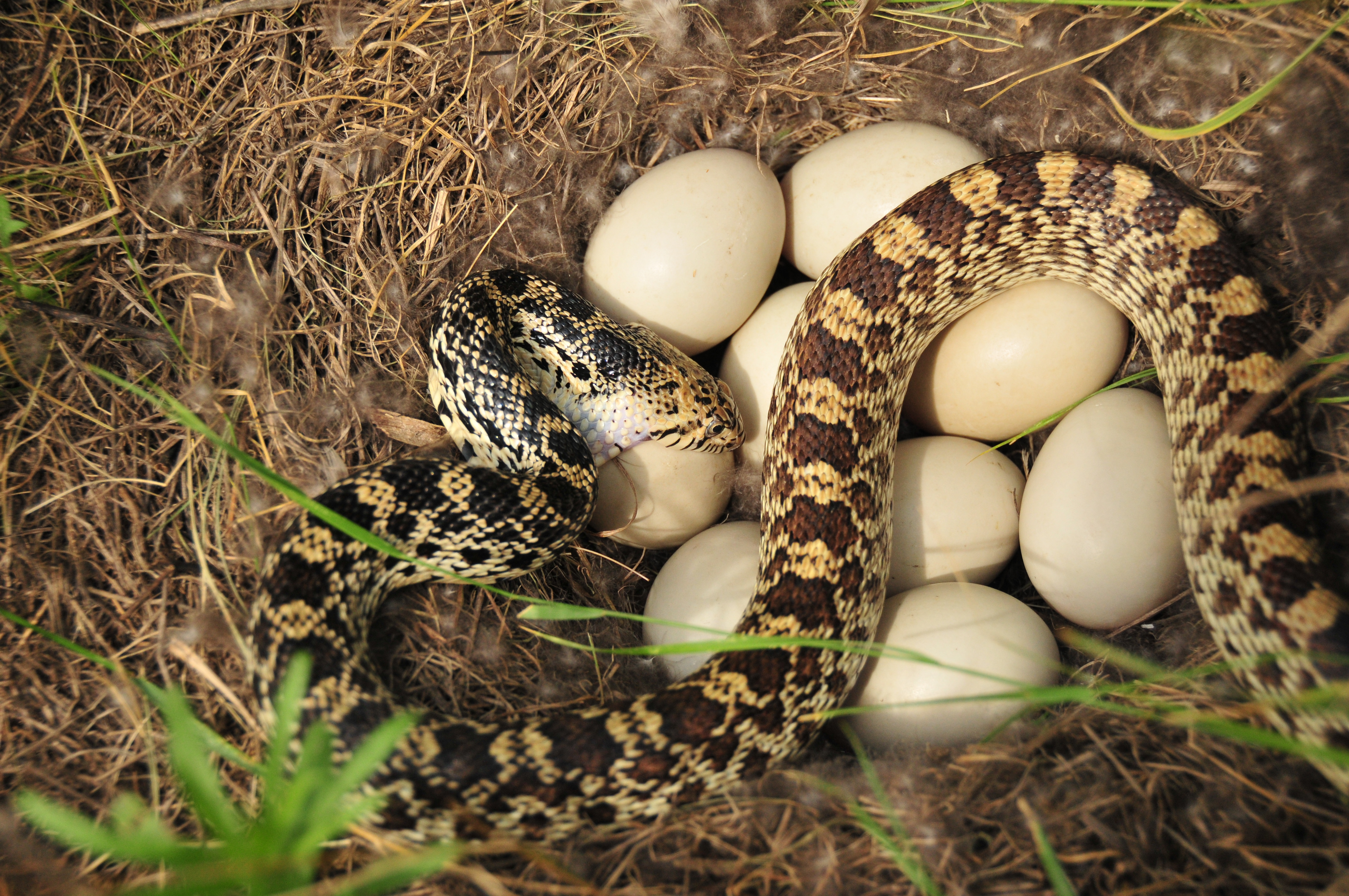
Een stierslang (Pituophis catenifer) eet een nest vogeleieren.

Stierslangen jagen op verschillende knaagdieren, maar ook vogels en de eieren van vogels worden wel gegeten. De eieren worden in één keer doorgeslikt. Voorbeelden van prooidieren zijn muizen, ratten, goffers en grondeekhoorns.
Vogels waarvan de eieren worden opgegeten zijn kwartels en eenden. Jongere slangen eten voornamelijk hagedissen.

## Verdediging
Stierslangen zijn niet giftig en ze doden hun prooi door verwurging. Ze gedragen zich zeer agressief als ze worden verstoord maar dit is pure bluf en de slangen zijn ongevaarlijk. Zo wordt de bek dreigend geopend en worden snelle schijnaanvallen uitgevoerd, waarbij de bek echter gesloten blijft. De slang blaast het lichaam vol met lucht en laat de lucht vervolgens door de luchtpijp ontsnappen. De lucht wordt vervolgens langs een klepje gevoerd, de epiglottis, wat een laag sissend geluid veroorzaakt. Het lijkt enigszins op de zware ademhaling van een stier, en hieraan is de Nederlandstalige naam te danken.
Stierslangen zijn ten slotte in staat om snel met hun staartpunt te trillen. Dit brengt een geluid voort dat sterk doet denken aan een ratelslang. De giftige ratelslangen hebben echter een verhoornde ratelachtige staartpunt, die bij stierslangen altijd ontbreekt. Stierslangen zijn niet de enige slangen die ratelslangen nabootsen, dit is ook van andere groepen bekend zoals de zaagschubadders en de lanspuntslangen.

## Verspreiding en habitat
Alle soorten komen voor in delen van Noord- en Midden-Amerika en leven in de landen Canada, Mexico, Guatemala en de Verenigde Staten. In de Verenigde Staten komen de soorten voor van de westkust tot de oostkust.
Stierslangen zijn bewoners van drogere, licht begroeide bergstreken die ook wel in landbouwgebieden te vinden zijn. De habitat bestaat uit vochtige tropische en subtropische bossen, gematigde bossen, scrubland en woestijnen. Ook in door de mens aangepaste streken zoals plantages en landelijke tuinen kunnen de slangen worden aangetroffen.

### Exoot in Nederland?
Soms ontsnappen in gevangenschap gehouden stierslangen. De soort is in Nederland waargenomen maar heeft zich waarschijnlijk niet als exoot gevestigd. In 2012 werd voor het eerst een exemplaar van de stierslang aangetroffen in IJmuiden en in 2017 verschillende exemplaren in de duingebieden nabij Wassenaar. Het is onduidelijk of stierslangen in Nederland hebben overleefd.

## Beschermingsstatus
Door de internationale natuurbeschermingsorganisatie IUCN is aan zeven soorten een beschermingsstatus toegewezen. Zes soorten worden beschouwd als 'veilig' (Least Concern of LC) en de soort Pituophis ruthveni wordt gezien als 'bedreigd' (Endangered of EN).